# Andrea Degortes
(Andrea Degortes, prefazione al libro Aceto Re del Palio)
Andrea Degortes detto Aceto (Olbia, 1º maggio 1943) è un fantino italiano.

## Palio di Siena

### Il "Re della piazza"
A fare grande la fama di Aceto è stato il Palio di Siena, corsa nella quale il fantino sardo ha colto ben 14 vittorie (solo una di meno rispetto al record detenuto ex aequo da Bastiancino e dal Gobbo Saragiolo) su 58 partecipazioni.
Trasferitosi giovanissimo in Toscana, Andrea Degortes si mise in luce nelle corse di cavalli disputate nei centri della provincia di Siena, naturali "trampolini di lancio" verso la rassegna senese. L’esordio in Piazza del Campo avvenne nel palio del 2 luglio 1964, quando Degortes aveva solo 21 anni: fu chiamato dal Bruco, contrada che aveva ben poche pretese per quella carriera, avendo ricevuto in sorte il cavallo esordiente Olimpico. Degortes fu segnato con il soprannome Penna Nera: non vinse, ma il Bruco lo confermò per il palio dell'Assunta dello stesso anno per montare Topolone, uno dei più forti cavalli di ogni tempo.
La prima vittoria avvenne a un anno esatto dall’esordio, il 2 luglio 1965. Degortes, che fu definitivamente soprannominato Aceto, vinse per la contrada dell’Aquila montando proprio Topolone. Aceto vinse nonostante la presenza della rivale Pantera, decisa ad ostacolare il binomio aquilino.
Due anni dopo avvenne l'incontro con quella che sarebbe stata la sua storica contrada, l'Oca. Aceto esordì con i colori di Fontebranda il 16 agosto 1967 su Danubio, per poi vincere il suo secondo palio (il primo con l'Oca) un anno esatto dopo, montando la cavalla Livietta in una carriera quanto mai rocambolesca. Partita in testa, infatti, Livietta rischiò di compromettere gli sforzi di Aceto al secondo San Martino, quando la cavalla andò a dritto, favorendo così il passaggio di ben sei contrade. La corsa pareva arridere al Leocorno che condusse fino all'ultimo Casato, quando una caduta generale riportò clamorosamente l'Oca in testa. Aceto era peraltro ignaro di aver vinto (aveva tagliato il bandierino superando un monturato lecaiolo in festa) e quando fu raggiunto dagli ocaioli cercò di spiegare l'errore al secondo San Martino, non sapendo che essi volevano portarlo in trionfo.
Il legame con l'Oca si era ormai fatto ben saldo e Aceto ne divenne il fantino di contrada. Ciò significava che Aceto era legato solo all'Oca, che poi, in determinate carriere, avrebbe potuto prestarlo ("girarlo" nel linguaggio paliesco) a qualche consorella. Ciò accadde nei due palii ordinari del 1969, quando Aceto corse a luglio con la Lupa (all'epoca alleata dell'Oca) e ad agosto con il Valdimontone. Il fantino tornò a correre per Fontebranda il 21 settembre 1969, in occasione del "Palio della Luna" (la carriera straordinaria indetta per celebrare lo sbarco dell'uomo sulla Luna avvenuto il 20 luglio dello stesso anno). La sorte assegnò all'Oca il forte Topolone e Aceto, come da pronostico, vinse il terzo palio della sua carriera.
Tre anni dopo, il 2 luglio 1972, Aceto colse una nuova vittoria, stavolta per la Tartuca, con la cavalla Mirabella. Ad agosto però giunse la prima grossa delusione. Con il solito giubbetto dell'Oca, Aceto montava l'ottima Rosella, che portò rapidamente in testa. Sembrava ormai fatta, ma all'ultimo San Martino Aceto prese male la curva e cadde, favorendo così il passaggio dell'Onda che vinse il Palio. Il riscatto avvenne un mese dopo, il 17 settembre, nel Palio straordinario indetto per celebrare il quinto centenario della fondazione del Monte dei Paschi di Siena. L'Oca girò Aceto all'Istrice (scatenando peraltro le reazioni della rivale di quest'ultima, la Lupa, che ruppe l'alleanza con la contrada di Fontebranda), cui era toccata in sorte Mirabella, e vinse, sfruttando una caduta della battistrada Torre al secondo San Martino.
Dopo un periodo sfortunato (beffarda la sconfitta con l'Oca il 2 luglio 1974, quando Aceto su Tatiana fu passato all'ultima curva del Casato dal Valdimontone), si aprirono gli "anni d'oro" per Aceto, durante i quali il fantino instaurò il proprio predominio sul Palio, grazie anche ai forti cavalli di cui gli venne affidata la monta. Dal 1974 al 1976 vinse tre Palii dell'Assunta consecutivi con Selva, Chiocciola e Civetta, in tutti e 3 i casi montando Panezio (che con Folco, cavallo della prima metà del Novecento, fu il più vittorioso barbero del XX secolo con 8 vittorie). Ad agosto 1977 tornò alla vittoria con l'Oca su Rimini. Nel 1979 vinse di nuovo per l'Aquila su Urbino, poi il 17 agosto 1980 riportò alla vittoria la "nonna" dell'epoca, il Leocorno (senza successi da 26 anni), montando Uana, nonostante l'insidia di alcuni oggetti (tra cui una sedia) lanciatigli contro da alcune persone in Piazza.
Passarono quindi quattro anni prima di tornare alla vittoria: il 2 luglio 1984 Aceto portò di nuovo al successo l'Oca, montando il barbero Bayardo. Un anno esatto dopo Aceto vinse per la quinta volta per Fontebranda, stavolta su Brandano.
Ma da questo momento il fantino entrò in una fase calante, dovuta all'ascesa di nuovi colleghi (specie Salvatore Ladu detto Cianchino e Giuseppe Pes detto Il Pesse) e ad una crisi societaria dell'Oca. La contrada di Fontebranda, infatti, abituata a vincere assai spesso (non a caso è ad oggi la contrada con più vittorie ufficiali, ben 65), non riusciva più a conquistare successi e sul finire degli anni ottanta prese l'inattesa decisione di "scaricare" Aceto. L'esito fu clamoroso: Degortes, dopo 19 palii (di cui 5 vinti) con l'Oca, decise di accettare la chiamata dell'acerrima rivale, la Torre. La contrada di Salicotto, che aveva già tentato ai tempi del compianto capitano Artemio Franchi di ingaggiare Aceto, si affidò stavolta a colui che diverse volte l'aveva "purgata", per rompere un lungo digiuno che durava dal 16 agosto 1961. Il barbero da montare era uno dei migliori del lotto, Uberto, ma la sfortuna che perseguitava la Torre da più di trent'anni non mollò la presa neanche stavolta e Aceto cadde già al primo San Martino.
La carriera di Aceto pareva finita, tanto che nel 1991 non corse alcun Palio. L'anno dopo, il 3 luglio 1992, il "re della Piazza" tornò a correre il Palio: a chiamarlo fu l'Aquila, che nutriva ambizioni di vittoria avendo ricevuto in sorte il forte cavallo Galleggiante. Le ambizioni di vittoria dell'Aquila erano però ostacolate dalla rivale Pantera, che si affidò a Sebastiano Deledda detto Legno, incaricato di fare di tutto per impedire la vittoria aquilina. Legno prese alla lettera le indicazioni ricevute e già durante il "tondino" prima della mossa provocò aspramente Aceto. I due passarono in breve dalle parole ai gesti e volarono pesanti nerbate reciproche: era la prima volta, per lo meno nelle edizioni recenti del Palio, che due fantini si nerbassero prima della mossa (anche perché proibito, a differenza che in gara, dal Regolamento). Alla mossa l'ostacolo di Legno si ripeté: Aceto partì ultimo, mentre Legno, assicuratosi del grosso ritardo del rivale, riuscì a recuperare diverse posizioni, prendendo addirittura la testa della carriera. Aceto, però, non si dette per vinto: approfittando della caduta di Nicchio e Montone e spingendo al massimo Galleggiante, si portò in seconda posizione già al Casato, lanciandosi all'inseguimento della Pantera. Probabilmente l'accorgersi che il rivale si era rifatto sotto fece cadere la sicurezza di Legno, il quale, al secondo giro, cadde da cavallo al passaggio di fronte a Palazzo Sansedoni (tra la Fonte Gaia e la curva di San Martino), punto non difficile e nel quale le cadute sono alquanto rare. Aceto ne approfittò, prendendo il comando e cogliendo la sua quattordicesima e ultima vittoria.
La vittoria con l'Aquila fu il "canto del cigno" di Aceto, che ad agosto infatti fallì nuovamente nel tentativo di scuffiare la Torre (montando ancora il barbero Uberto). Nel 1993 non corse nessuno dei due Palii per squalifica, a causa delle nerbate dell'anno prima con Legno (che dal canto suo fu punito con 4 Palii di squalifica). Poi, dopo altri due palii persi (il 2 luglio 1994 con l'Aquila e il 2 luglio 1996 con la Torre), decise di abbandonare la carriera di fantino.
Aceto vive oggi ad Asciano (SI), dove gestisce un allevamento di cavalli. Dopo il ritiro ha partecipato come concorrente alla quarta edizione del reality show di Rai 2 "L'isola dei famosi", che ha preso il via il 13 settembre 2006, venendo eliminato nel corso della quarta puntata con il 61% dei voti.

### AcetoeTrecciolino
Il nuovo "re della Piazza", Luigi Bruschelli detto Trecciolino, pare lanciato a raggiungere, se non addirittura a superare, il traguardo dei 14 trionfi di Aceto. Tuttavia Aceto, nelle numerose interviste in cui gli è stato fatto presente il "rischio" di perdere il primato dei tempi moderni, ha posto l'accento sulla differenza tra il Palio corso ai suoi tempi e quello attuale. Pur non nascondendo la grande stima verso Trecciolino (pienamente ricambiata da quest'ultimo), in una recente intervista Aceto ha sottolineato che «quando correvo io c'erano tanti fantini validi come Il Pesse, Cianchino, Bastiano e prima ancora Bazzino, Bazza e Ciancone. Trecciolino oggi, pur essendo il migliore, non ha tutta questa concorrenza».
Aceto sostiene altresì che, quand'anche il Bruschelli riuscisse ad eguagliare il record di vittorie dei tempi moderni, il suo primato avrebbe comunque maggior valore poiché il Palio vinto da Trecciolino il 2 luglio 2001 per la contrada del Leocorno gli è stato accreditato (come da Regolamento del Palio) anche se a vincere fu il cavallo scosso.
Ha inoltre commentato il fatto che come lui, anche Trecciolino, che prima era fantino dell'Oca, si sia legato alla Torre (contrada che ha riportato alla vittoria dopo 44 anni il 16 agosto 2005), dicendo: «io sono andato nella Torre dopo che l'Oca mi aveva abbandonato, Trecciolino lo ha fatto esclusivamente per soldi».

### Presenze al Palio di Siena

Aceto con la Tartuca nel luglio 1990

Aceto è stato il fantino più vittorioso del XX secolo: ha superato Angelo Meloni detto Picino, che nella prima metà del Novecento ne colse 13.
Nel computo delle vittorie totali nella storia del Palio di Siena è terzo dietro Bastiancino e al Gobbo Saragiolo, che rispettivamente nel XVIII e nel XIX secolo vinsero 15 volte ciascuno. Oltre alle 5 vittorie con l'Oca Aceto ha vinto tre volte per l'Aquila e una volta ciascuna per Tartuca, Istrice, Selva, Chiocciola, Civetta e Leocorno. Nelle sue 58 partecipazioni al Palio di Siena ha corso almeno una volta per tutte le Contrade, eccezion fatta per Giraffa, Onda e Nicchio. Non ha mai vinto con un cavallo scosso.
Le vittorie sono evidenziate ed indicate in neretto.
| Palio             | Contrada     | Cavallo            | Note      |
| ----------------- | ------------ | ------------------ | --------- |
| 2 luglio 1964     | Bruco        | Olimpico           |           |
| 16 agosto 1964    | Bruco        | Topolone           |           |
| 2 luglio 1965     | Aquila       | Topolone           |           |
| 16 agosto 1965    | Bruco        | Danubio            | scosso    |
| 2 luglio 1966     | Bruco        | Serenella          | scosso    |
| 17 agosto 1966    | Istrice      | Gabria             |           |
| 16 agosto 1967    | Oca          | Danubio            |           |
| 24 settembre 1967 | Oca          | Beatrice           |           |
| 2 luglio 1968     | Leocorno     | Topolone           |           |
| 16 agosto 1968    | Oca          | Livietta           |           |
| 2 luglio 1969     | Lupa         | Morgan             |           |
| 16 agosto 1969    | Valdimontone | Ercole             | scosso    |
| 21 settembre 1969 | Oca          | Topolone           |           |
| 2 luglio 1970     | Oca          | Sambrina           |           |
| 16 agosto 1970    | Oca          | Mirabella          |           |
| 2 luglio 1971     | Bruco        | Ortella            |           |
| 16 agosto 1971    | Valdimontone | Ira                | scosso    |
| 2 luglio 1972     | Tartuca      | Mirabella          |           |
| 16 agosto 1972    | Oca          | Rosella II         | scosso    |
| 17 settembre 1972 | Istrice      | Mirabella          |           |
| 2 luglio 1973     | Istrice      | Lazzarella         |           |
| 16 agosto 1973    | Oca          | Nedo               | scosso    |
| 2 luglio 1974     | Oca          | Tatiana            |           |
| 16 agosto 1974    | Selva        | Panezio            |           |
| 2 luglio 1975     | Oca          | Orbello            | scosso    |
| 17 agosto 1975    | Chiocciola   | Panezio            |           |
| 2 luglio 1976     | Oca          | Tornado            |           |
| 18 agosto 1976    | Civetta      | Panezio            |           |
| 2 luglio 1977     | Drago        | Tobruck            |           |
| 16 agosto 1977    | Oca          | Rimini             |           |
| 3 luglio 1978     | Oca          | Teseo II           |           |
| 16 agosto 1978    | Istrice      | Rimini             |           |
| 16 agosto 1979    | Aquila       | Urbino de Ozieri   |           |
| 17 agosto 1980    | Leocorno     | Uana               |           |
| 7 settembre 1980  | Oca          | Valsandro          | scosso    |
| 2 luglio 1981     | Chiocciola   | Panezio            |           |
| 16 agosto 1981    | Drago        | Torquato Tasso     | scosso    |
| 2 luglio 1982     | Selva        | Panezio            |           |
| 16 agosto 1982    | Pantera      | Benito             |           |
| 3 luglio 1983     | Aquila       | Balente            |           |
| 16 agosto 1983    | Oca          | Cassius            | scosso    |
| 2 luglio 1984     | Oca          | Bayardo            |           |
| 16 agosto 1984    | Bruco        | Sirlad             |           |
| 2 luglio 1985     | Oca          | Brandano           |           |
| 16 agosto 1985    | Bruco        | Bayardo            |           |
| 2 luglio 1986     | Civetta      | Figaro             | Non corre |
| 16 agosto 1986    | Lupa         | Brandano           | scosso    |
| 13 settembre 1986 | Oca          | Benito             |           |
| 16 agosto 1987    | Istrice      | Libia              |           |
| 2 luglio 1988     | Oca          | Galleggiante       |           |
| 16 agosto 1988    | Civetta      | Galleggiante       |           |
| 2 luglio 1989     | Civetta      | Figaro             |           |
| 16 agosto 1989    | Selva        | Figaro             |           |
| 2 luglio 1990     | Tartuca      | Bambina            |           |
| 16 agosto 1990    | Torre        | Uberto             | scosso    |
| 3 luglio 1992     | Aquila       | Galleggiante       |           |
| 16 agosto 1992    | Torre        | Uberto             |           |
| 2 luglio 1994     | Aquila       | Oriolu de Zamaglia |           |
| 2 luglio 1996     | Torre        | Musetto            |           |

1. ↑  Aceto non prese parte a questo palio, a causa di un infortunio occorsogli durante le fasi della mossa, quando ricevette un calcio dal cavallo del Drago Ogiva e fu costretto al ritiro. Tale carriera non è conteggiata tra le 58 partecipazioni di Aceto al Palio di Siena.

## Altri Palii

### Palio di Asti
Aceto ha preso parte a dieci edizioni del Palio di Asti, arrivando sei volte in finale e riportando 2 vittorie: la prima nel 1968 per il Borgo San Pietro montando il cavallo Stereo, la seconda nel 1984 con i colori del Rione S.Martino-S.Rocco, montando il cavallo Stachys. Va comunque ricordato che nel 1970 il Consiglio del Palio di Asti deliberò di ammettere alla corsa solamente fantini residenti in Piemonte; tale norma è rimasta in vigore fino al 1983.
Ecco nel dettaglio le 10 partecipazioni di Aceto al Palio di Asti. In grassetto sono riportate le vittorie.

1984, Aceto vince il Palio di Asti per il Rione San Martino/San Rocco

| Palio | Rione, Borgo, Comune             | Cavallo        | Piazzamento           |
| ----- | -------------------------------- | -------------- | --------------------- |
| 1968  | Borgo San Pietro                 | Stereo         | 1º (Palio)            |
| 1969  | Borgo Don Bosco - Borgo Viatosto | Cuba           | Eliminato in batteria |
| 1984  | Rione San Martino San Rocco      | Stakis (Sotto) | 1º (Palio)            |
| 1985  | Borgo Tanaro Trincere Torrazzo   | Fulmine        | 2º (Borsa di monete)  |
| 1986  | Borgo Tanaro Trincere Torrazzo   | Gai Time       | 2º (Borsa di monete)  |
| 1987  | Borgo Tanaro Trincere Torrazzo   | Mistic Eyes    | Eliminato in batteria |
| 1989  | Rione Santa Caterina             | Grinta         | Eliminato in batteria |
| 1990  | Rione San Paolo                  | Stachys        | 3º (Speroni)          |
| 1991  | Borgo Don Bosco                  | Losna          | Eliminato in batteria |
| 1992  | Borgo Don Bosco                  | Conte verde    | 8º (Acciuga)          |

### Palio di Fucecchio
| Palio          | Contrada       | Cavallo       | Piazzamento           | Motivo della non partecipazione o dell'eliminazione                                |
| -------------- | -------------- | ------------- | --------------------- | ---------------------------------------------------------------------------------- |
| 29 maggio 1988 | Porta Bernarda | Derry River   | Eliminato in batteria | Non corre a causa di infortunio durante una partenza falsa.                        |
| 28 maggio 1989 | Porta Bernarda | Stakis        | 1º                    |                                                                                    |
| 27 maggio 1990 | Porta Bernarda | Pasicle       | Eliminato in batteria | Si prende a nerbate con Massimo Alessandri e viene escluso dalla giuria.           |
| 26 maggio 1991 | Porta Bernarda | Alebranda     | Eliminato in batteria |                                                                                    |
| 29 maggio 1994 | Ferruzza       | Crystal Jack  | 2°                    |                                                                                    |
| 27 maggio 1997 | Porta Bernarda | Mighty Dragon | /                     | Aceto verrà sostituito il giorno del palio da Franco Casu a causa di un infortunio |

### Altre vittorie
- Palio di Buti: 1 vittoria (1973) per la Contrada San Nicolao su Oira Papouche
- Palio di Fucecchio: 1 vittoria (1989) per la Contrada di Porta Bernarda, montando Stachys
- Palio di Legnano: 1 vittoria (1974) per la Contrada di Sant'Erasmo su Papouche